# Световна титла в тежка категория на ECW
Световната титла в тежка категория на Extreme Championship Wrestling (ECW) беше кеч титла в тежка категория на Extreme Championship Wrestling (ECW) и World Wrestling Entertainment (WWE). Тя е оригиналната световна титла на компанията Extreme Championship Wrestling, по-късно използвана от WWE като световна титла за марката ECW, заедно с Титлата на WWE и Световната титла в тежка категория. Титлата също се появява като единствената световна титла на арката Първична сила през 2008. Създадена е от ECW през 1994, но е първоначално представена през 1992 от предшественикът на ECW, Eastern Championship Wrestling.

## История

### Произход
Световната титла в тежка категория на ECW е представена през 1992 като Титлата в тежка категория на NWA-ECW, когато Джими Снука става първият шампион на 25 април. Обаче, произхода ѝ се счита за събития, започващи в National Wrestling Alliance (NWA), организация с много членове компании. В началото на 90-те, Eastern Championship Wrestling (ECW) става член на NWA и от 1994, Световната титла в тежка категория на NWA, световната титла на NWA, няма носител. Следователно, беше организиран турнир, определящ новия Световен шампион в тежка категория на NWA и на 27 август шампиона в тежка категория на NWA-ECW Шейн Дъглас побеждава Ту Колд Скорпио във финалите, печелейки титлата. Обаче, Дъдлас веднага отказва Световната титла в тежка категория на NWA и вместо това се обявява като новия Световен шампион в тежка категория на ECW. ECW се разделя с NWA и става Extreme Championship Wrestling (ECW). По този начин Световната титла в тежка категория на ECW се признава като се откъсва от титлата на NWA. Остава активна до 11 април 2001, когато ECW затварят и след това World Wrestling Entertainment закупува техните активи.

#### Турнир
|  | Четвъртфинали   | Четвъртфинали |                 |           | Полуфинали | Полуфинали |  |  | Финал | Финал |
|  |                 |               |                 |           |            |            |  |  |       |       |
|  |                 |               |                 |           |            |            |  |  |       |       |
|  |                 |               |                 |           |            |            |  |  |       |       |
|  | Ту Колд Скорпио | Туш           |                 |           |            |            |  |  |       |       |
|  | Ту Колд Скорпио | Туш           |                 |           |            |            |  |  |       |       |
|  | Крис Беноа      |               |                 |           |            |            |  |  |       |       |
|  | Ту Колд Скорпио | Отброяване    |                 |           |            |            |  |  |       |       |
|  | Ту Колд Скорпио | Отброяване    |                 |           |            |            |  |  |       |       |
|  |                 | 911           |                 |           |            |            |  |  |       |       |
|  | 911             | Туш           |                 |           |            |            |  |  |       |       |
|  | 911             | Туш           |                 |           |            |            |  |  |       |       |
|  | Дойнк Клоуна    | 1:57          |                 |           |            |            |  |  |       |       |
|  | Дойнк Клоуна    | 1:57          | Ту Колд Скорпио | Туш       |            |            |  |  |       |       |
|  |                 |               | Ту Колд Скорпио | Туш       |            |            |  |  |       |       |
|  |                 | Шейн Дъглас   | 12:00           |           |            |            |  |  |       |       |
|  | Дийн Маленко    | Шейн Дъглас   | 12:00           | Предаване |            |            |  |  |       |       |
|  | Дийн Маленко    |               |                 | Предаване |            |            |  |  |       |       |
|  | Осаму Нишимура  |               |                 |           |            |            |  |  |       |       |
|  | Дийн Маленко    |               |                 |           |            |            |  |  |       |       |
|  |                 |               |                 |           |            |            |  |  |       |       |
|  |                 | Шейн Дъглас   | Туш             |           |            |            |  |  |       |       |
|  | Шейн Дъглас     | Шейн Дъглас   | Туш             | Туш       |            |            |  |  |       |       |
|  | Шейн Дъглас     |               |                 | Туш       |            |            |  |  |       |       |
|  | Тазманияка      |               |                 |           |            |            |  |  |       |       |
|  |                 |               |                 |           |            |            |  |  |       |       |

### Възобновяване
От 2005, WWE започват да въвеждат отново ECW чрез видео кадри и сериите от книги на ECW, което включва и пускането на документалния филм Възхода и падението на ECW. С повишен и нов интерес в марката на ECW, WWE организира ECW Нощно сбиване на 12 юни, събитие, включващо бившите кечисти на ECW. Заради финансовия и критичен успех на продукцията, WWE продуцира второ ECW Нощно сбиване на 11 юни 2006, което маркира премиерата на възобновеното ECW като третата марка, сред Първична сила и Разбиване. На 13 юни, Пол Хеймън, бившия притежател на ECW и новоизбраната главна фигура на марката ECW, възобновява Световната титла в тежка категория на ECW, като световната титла за марката, давайки я на Роб Ван Дам след като печели Титлата на WWE на Нощно сбиване 2006. Нейман първоначално твърди, че или Титлата на WWE, или Световната титла в тежка категория ще „стане“ Световната титла в тежка категория на ECW, ако участник от марката ECW, стане шампион на WWE или Световен шампион в тежка категория. Обаче, Роб Ван Дам заяви, че вместо това ще носи и двете титли заедно. Титлата става известна като Световната титла на ECW през юни 2006, и по-късно просто Титлата на ECW през август 2007.

### История в марките
След събитията на Разширяването на марките, беше създадена ежегодна Жребия, която избира някои членове от състава на WWE и ги премества в различните шоута. Марката продължава да се счита до 16 февруари 2010, оставяйки титлата още веднъж.
| Цветове | Цветове                                            |
| ------- | -------------------------------------------------- |
|         | Шампионската титла се мести в шоуто Първична сила. |
|         | Шампионската титла се мести в шоуто Разбиване!.    |
|         | Шампионската титла се мести в шоуто ECW.           |

| Дата на преместване | Пояснение |
| ------------------- | --- |
| 13 юни 2006         | Титлата е възобновена, след като Роб Ван Дам печели Титлата на WWE. |
| 22 януари 2008      | След две години в марката ECW, Титлата на ECW е преместена в Разбиване, когато Чаво Гереро, част от марката Разбиване, побеждава тогавашния шампион на ECW Си Ем Пънк и печели титлата.                                                               |
| 30 март 2008        | На КечМания 24, Титлата на ECW се връща в ECW, когато Кейн побеждава Чаво Гереро и печели Титлата на ECW. |
| 23 юни 2008         | След Жреният за 2008 на WWE, Кейн е преместен в Първична сила, местейки Титлата на ECW в Първична сила. |
| 29 юни 2008         | На Нощта на шампионите, Марк Хенри побеждава Кейн и Грамадата в мач Тройна заплаха и печели Титлата на ECW. Статуса на Хенри като член на марката ECW, мести титлата обратно в ECW. Титлата остава в ECW до нейното пенсиониране на 16 февруари 2010. |

## Дизайн
Скоро след възобновяването си, дизайна на Световната титла в тежка категория на ECW е близък с дизайна, използван преди затварянето на ECW през 2001, който включва черен кожен пояс, със змийски шарки отзад, копчета за увиване на кръста на кечиста, който я носи, и пет елемента, изработени от злато. В средата е разположена голямата част, която включва дизайн на син глобус в центъра, а вдясно и вляво от глобуса бейзболни бухалки, увити в бодлива тел. На върха на частта, лилаво лого на ECW и думите „Световен шампион в тежка категория по кеч“ бяха гравирани, а думите „Тежка категория по кеч“ в червено, което дава на текста поява на кръв. Заедно с това, цялата част беше гравирана с линии, приличащи на клетка. Заедно с копчетата, на двата края четири по-малки части са включени, с дизайни подобен на частта в центъра. Новия пояс на 20 юни 2006, е различен, напълно черен поя с машина в бодлива тел, червени логота на ECW и вътрешностите на клетка са очертани в черно.
През 22 юли 2008, главния мениджър на ECW Тиодор Лонг, представи нов дизайн за пояса на Титлата на ECW. Този дизайн включва голям черен пояс с пет платинени части. Най-голямата част в центъра е с дизайн на феникс над глобус в центъра с разтворени крила и лъчи излизащи от него. На върха на частта, логото на WWE и думите „Световна федерация по кеч“ са гравирани и „ECW“ в по-големи букви гравиран над феникса. Гравирана е плочка с името на шампиона и се намира под него, а в долната част на парчето е гравирана думата „шампион“. Освен това цялата част граничи с дизайн на назъбен трион. Сред копчетата и двата края, са четири малки моторни кръстове, включващи подобен дизайн на центъра.

## Носители
Като цяло, титлата се сменя 49 пъти между 32 шампиони. Първия шампион е Джими Снука, който спечели титлата, побеждавайки Салватор Беломо през април 1992. Сендмен е бил най-многократен пъти шампион за 5 пъти. За четвъртия път на Шейн Дъглас, държи рекорда за шампиона за най-дълго време с 406 дни, докато Езикиел Джаксън, за неговия пръв (и единствен, след като побеждава Крисчън на телевизионния финал на ECW) път като носител, е шампион за най-кратко време след като титлата е пенсионирана. Джкасън е определен за последния шампион на ECW, но държи рекорда за най-кратко време от 3 минути. Втория път на Крисчън в най-дългия за марката на WWE с 205 дни.

## Външни претратки
- Титлата на ECW в WWE.com
- Wrestling-Titles.com